# Прохнов, Юрген
Ю́рген Про́хнов (нем. Jürgen Prochnow; родился 10 июня 1941) — немецкий киноактёр. Его наиболее известными в других странах ролями являются роль капитана подлодки в фильме «Подводная лодка», герцога Лето Атрейдеса в фильме «Дюна» и злодея Максвелла Дента в фильме «Полицейский из Беверли-Хиллз 2».

## Биография

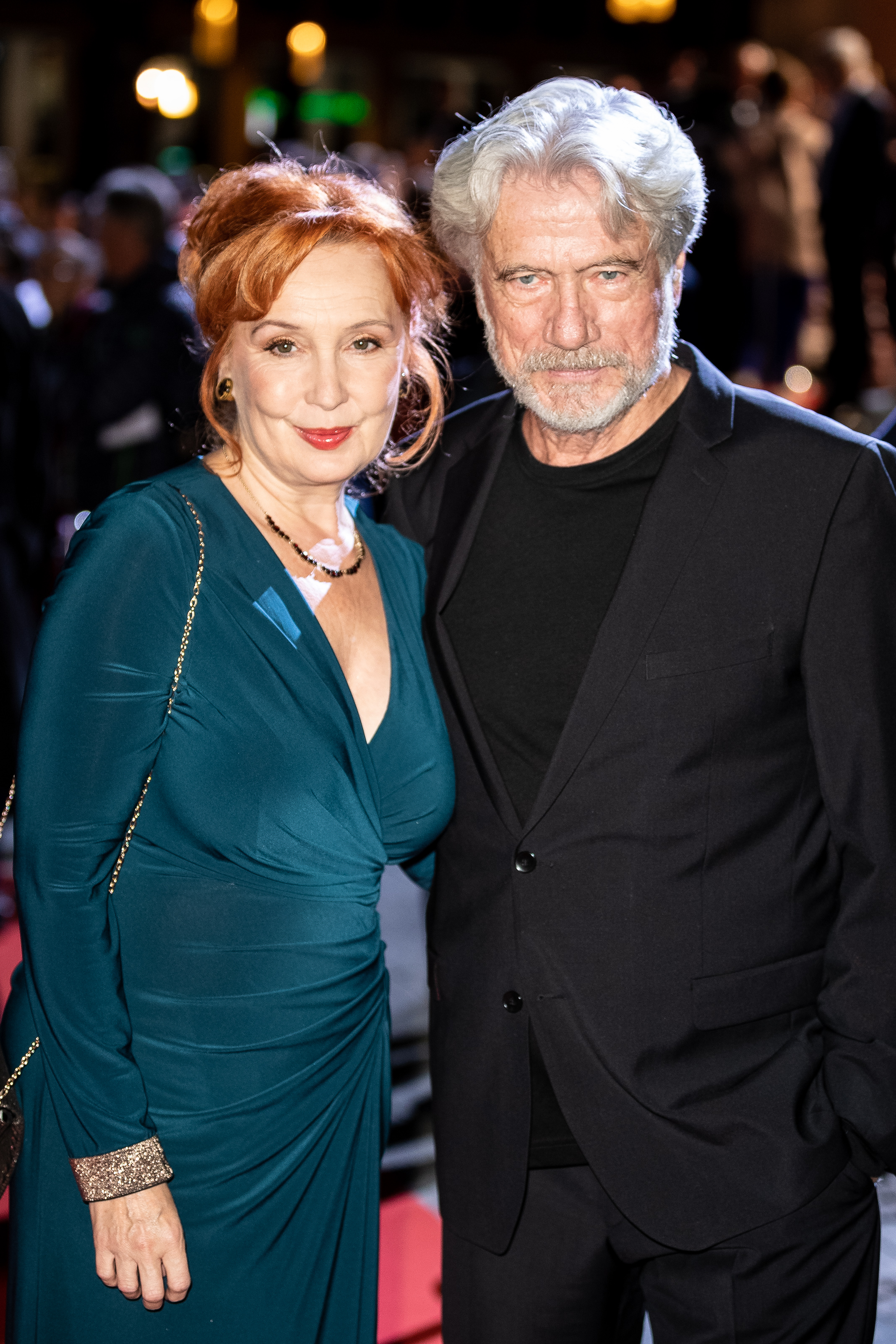
2019 год

Прохнов родился в Берлине и вырос в Дюссельдорфе в семье инженера. У Юргена есть старший брат Дитер. Прохнов учился актёрскому мастерству в Фольквангской академии в Эссене. Благодаря своему яркому образу на экране и отличному знанию английского, он стал одним из самых преуспевающих немецких актёров в Голливуде. Прохнов играл Арнольда Шварценеггера в фильме о его политической карьере в Калифорнии; по иронии судьбы, Прохнов также был одним из кандидатов на роль Терминатора. В фильме «Пивфест», Прохнов играет роль главного противника героев, и в фильме есть сцена на подлодке, намекая на его роль в «Лодке».
Во время съёмок фильма «Дюна» Прохнов получил ожоги первой и второй степени на щеке, где его персонажа царапнул барон Харконнен. По сценарию, из раны должен был повалить зелёный дымок (симулируя ядовитый газ). Несмотря на то, что генератор газа был тщательно проверен, Прохнов из-за дыма получил ожоги на щеке. Эта сцена присутствует в релизе фильма.

## Фильмография
- 1973 — Охотничье угодье / Jagdrevier (телефильм из серии «Место преступления»)
- 1974 — Одичание Франца Блюма / Die Verrohung des Franz Blum
- 1974 — Один из нас двоих / Einer von uns beiden
- 1975 — Потерянная честь Катарины Блюм /The Lost Honour of Katharina Blum — Людвиг Готтен
- 1976 — Свадьба Жирина / Shirins Hochzeit
- 1977 — Последствие / Die Konsequenz
- 1977 — Операция Ганимед / Operation Ganymed
- 1981 — Лодка / Das Boot — командир U-96, капитан-лейтенант, по прозвищу «Старик»
- 1983 — Крепость / The Keep — капитан Клаус Ворманн
- 1984 — Дюна / Dune — герцог Лето Атрейдес
- 1984 — Запретная любовь / Forbidden — Фриц Фридландер
- 1987 — Полицейский из Беверли-Хиллз 2 / Beverly Hills Cop II — Максвелл Дент
- 1988 — Седьмое знамение / The Seventh Sign — Дэвид Бэннон
- 1989 — Сухой белый сезон / A Dry White Season — капитан Штольц
- 1990 — Смертельное плавание / Der Skipper
- 1990 — Четвёртая война / The Fourth War — полковник Валачёв
- 1992 — Твин Пикс: Сквозь огонь иди со мной / Twin Peaks: Fire Walk with Me — лесник
- 1992 — Драгоценности / Jewels (по книге Д. Стил) — немецкий офицер
- 1992 — Перехватчик / Interceptor — Филлипс
- 1993 — Тело как улика / Body of Evidence — доктор Алан Пэйли
- 1993 — Последняя граница / The Last Border — Дюк
- 1993 — Гибель «Луконы» / Der Fall Lucona — Ханс Штрассер
- 1993 — Перехватчик / Interceptor — Филлипс
- 1995 — В пасти безумия / In the Mouth of Madness — Саттер Кейн
- 1995 — Судья Дредд / Judge Dredd — судья Гриффин
- 1996 — Английский пациент / The English Patient — майор Мюллер
- 1997 — ДНК / DNA — доктор Карл Вессингер
- 1997 — Самолёт президента / Air Force One — президент Казахстана генерал Иван Радек
- 1998 — Убийцы на замену / The Replacement Killers — Майкл Коган
- 1999 — Командир эскадрильи / Wing Commander — коммандер Пол Джеральд
- 1999 — Есфирь прекрасная / Esther — Аман, царедворец персидского царя Артаксеркса
- 2000 — Убойная водка / Gunblast Vodka — русский мафиозо Саша Рублёв
- 2001 — Элита спецназа / The Elite — Ави
- 2001 — Возвращение Джека Потрошителя / Ripper — детектив Келсо
- 2002 — Сердце Америки / Heart of America — Гарольд Левис
- 2002 — Дом мёртвых / House of the Dead — капитан Виктор Кирк
- 2005 — Смотрите, Арнольд идет! / See Arnold Run — Арнольд Шварценеггер
- 2006 — Код да Винчи / The Da Vinci Code — Андре Верне
- 2006 — Пивфест / Beerfest — барон Вольфганг фон Вульфхаусен
- 2006 — Селестинские пророчества / The Celestine Prophecy — Дженсен
- 2007 — Первобытное зло / Primeval — Джейкоб Криг
- 2009 — Глаз / Oko
- 2010 — Копьё судьбы / Die Jagd nach der Heiligen Lanze — барон фон Хан
- 2010 — Грешники и святые / Sinners and Saints — г-н Рыкин
- 2012 — Без пощады / Ohne Gnade — Dr. Helmut Rossbach
- 2013 — Отряд героев / Company of Heroes — Luca Gruenewald
- 2015 — Хитмэн: Агент 47 / Hitman: Agent 47 — Тобиас
- 2015 — Помнить / Remember — Руди Курландер № 4 / Куниберт Штурм
- 2017 — Старики-разведчики / Kundschafter des Friedens — Франк Керн
- 2019 — Тайная жизнь / A Hidden Life — майор Шлегель